# Хемотрофи

Схема визначення типу метаболізму даного організму

Хемотрофи (від грец. chemo — «хімічний» і troph — «споживати») — організми, що отримують енергію за рахунок окиснення молекул донорів електрона зі свого оточення. Ці молекули можуть бути органічними (органотрофи) або неорганічними (літотрофи). Хемотрофи, звичайно протиставляються фототрофам, які використовують сонячну енергію. Хемотрофи можуть бути або автотрофами, або гетеротрофами.
- Хемоавтотрофи (або хемотрофні автотрофи), на додаток до отримання енергії за рахунок хімічних реакцій, синтезують всі необхідні органічні сполуки з вуглекислоти. Хемоавтотрофи звичайно використовують тільки неорганічні джерела енергії. Більшість бактерій та архей, що живуть в екстремальних оточеннях, є первинними виробниками цих екосистем. Дослідники еволюції вважають, що перші організми, що населили Землю, були хемоавтотрофами, що виробляли кисень як побічний продукт і пізніше розвилися до гетеротрофних (як-от тварини) та автотрофних фотосинтезуючих організмів (як-от рослини). Майже всі хемоавтотрофи можуть бути поділені на кілька груп: метаногени, галофіли, сіркобактерії, нітрифікатори, анамокс-бактерії і термоацидофіли.

- Хемогетеротрофи (або хемотрофні гетеротрофи) вимагають споживання органічних будівельних речовин, які вони нездібні створити самостійно. Більшість хемогетеротрофів отримують енергію від органічних вуглеводів, як-от глюкоза.